# جد هانسن
جد هانسن (بالإنجليزية: Jed Hansen)‏ هو لاعب كرة قاعدة أمريكي، ولد في 19 أغسطس 1972 في تاكوما في الولايات المتحدة.

## وصلات خارجية
- جد هانسن على موقعبيزبول رفرنس.كوم (الدوري الرئيسي) (الإنجليزية)
- جد هانسن على موقعبيزبول رفرنس.كوم (الدوري الثانوي) (الإنجليزية)